# Phyllanthus heteradenius
Phyllanthus heteradenius är en emblikaväxtart som beskrevs av Johannes Müller Argoviensis. Phyllanthus heteradenius ingår i släktet Phyllanthus och familjen emblikaväxter. Inga underarter finns listade i Catalogue of Life.